# بطولة أمم أوقيانوسيا لكرة السلة 2001
بطولة أمم أوقيانوسيا لكرة السلة 2001 أقيمت في نيوزيلندا. بمشاركة فريقين. فاز منتخب نيوزيلندا بالبطولة للمرة الـ 2.

## الفرق التي لم تشارك
| - ساموا الأمريكية - جزر كوك - ميكرونيسيا - فيجي - غوام - كيريباتي - جزر مارشال - ناورو - كاليدونيا الجديدة | - جزيرة نورفولك - جزر ماريانا الشمالية - بالاو - بابوا غينيا الجديدة - ساموا - جزر سليمان - تاهيتي - تونغا - توفالو - فانواتو |

## النتائج
| سبتمبر 21 7:30 p.m. | التقرير | نيوزيلندا                                    | 85–78 | أستراليا |  |  |
| سبتمبر 21 7:30 p.m. | التقرير | النقاط حسب الربع: 28-15، 25-29، 15-24، 18-10 |       |          |  |  |

| سبتمبر 22 7:00 p.m. | التقرير | أستراليا                                               | 81–79 | نيوزيلندا | و.إ |  |
| سبتمبر 22 7:00 p.m. | التقرير | النقاط حسب الربع: 18-18، 22-23، 15-19، 15-10 و.إ: 11-9 |       |           | و.إ |  |

| سبتمبر 23 1:00 p.m. | التقرير | أستراليا                                     | 78–89 | نيوزيلندا |  |  |
| سبتمبر 23 1:00 p.m. | التقرير | النقاط حسب الربع: 29-21، 22-24، 16-25، 11-19 |       |           |  |  |
| سبتمبر 23 1:00 p.m. | التقرير | نيوزيلندا wins series, 2-1                   |       |           |  |  |

## جوائز
| البطل                 |
| --------------------- |
| · نيوزيلندا · للمرة 2 |

## وصلات خارجية
- أرشيف فيبا